# Kolambugan
Kolambugan es un municipio filipino de cuarta categoría, situado al norte de la isla de Mindanao. Forma parte de la provincia de Lánao del Norte situada en la Región Administrativa de Mindanao del Norte en cebuano Amihanang Mindanaw, también denominada Región X. 
Para las elecciones está encuadrado en el Primer Distrito Electoral.

## Barrios
El municipio de Kolambugan se divide, a los efectos administrativos, en 26 barangayes o barrios, conforme a la siguiente relación:
| - Lower and Upper Austin Heights - Baybay - Bubong - Caromatan - Inudaran | - Kulasihan - Libertad - Lumbac - Manga - Matampay | - Mukas - Muntay - Pagalungan - Palao - Pantaon | - Pantar - Población - Rebucon - Riverside - San Roque | - Santo Niño - Simbuco - Small Banisilan - Sucodan - Tabigue - Titunod |  |

## Historia

### Influencia española

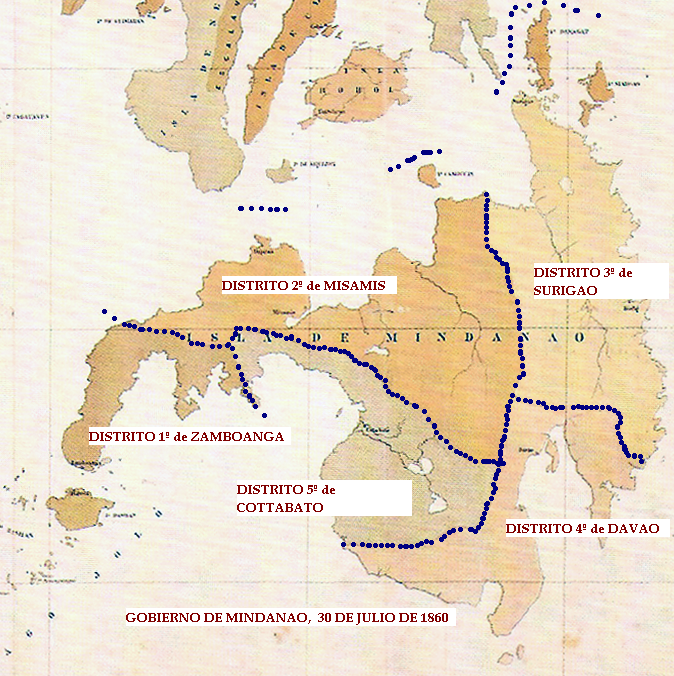
Gobierno de Mindanao: Los 5 Distritos creados por Real Decreto de 30 de julio de 1860.

El Distrito 7º de Lanao creado a finales del siglo XIX, concretamente el 8 de octubre de 1895, formaba parte del Imperio español en Asia y Oceanía (1520-1898).
Su territorio, segregado de los distritos 5º de Cottabato y 2º de Misamis, no fue dominado completamente por las armas españolas. El término de Kolambugan formaba parte de Misamis.
Ya en el siglo XIX, emigrantes norteamericanos establecierion una planta de procesamiento de madera llamado  Kolambugan Lumber Development, que más tarde cambió a Findlay Millar Timber Company. La presencia de la empresa maderera provocó un rápido crecimiento económico.
El pequeño barrio, habitado por Maranaos y cristianos provenientes de otros lugares vecinos de la isla, alcanza el nivel de distrito municipal que se extiende desde Buru-un, que ahora forma parte de la ciudad de Iligan, a la zona de Caromatán, ahora el municipio de Sultán Naga Dimaporo.

### Ocupación estadounidense
En 1903 fue creada la provincia del Moro, siendo Lánao uno de sus distritos. La provincia de Lánao fue creada en 1914 formando parte del Departamento de Mindanao y Joló (1914-1920)  (Department of Mindanao and Sulu) .

### Independencia
El 10 de junio de 1949 fue creado este nuevo municipio de Baroy, que estará integrado por la parte sur del municipio de Tubod más una cierta porción del territorio de Kolambugan.
Sus límites son los siguientes:

"...En el noreste, por el Ininguian Creek desde su desembocadura en la Bahía de Panguín algún lugar al oeste de la poblacion del barrio de Sagadan, aguas arriba hasta su nacimiento en algún lugar en el sitio de Kapatagán, y una línea recta que va desde el sureste de origen, que atraviesa este sitios Licapao y Blakan a la cumbre del Monte Talaysague en el límite suroriental de Kolambugán, tal como se define en el artículo 13 del Decreto N º 13, de fecha 21 de abril de 1917, del Gobernador del Departamento de Mindanao y Sulu..."
EXECUTIVE ORDER NO. 222

El 10 de mayo de 1956 fue creado el distrito municipal de Bacólod formado por los siguientes barrios hasta entonces pertenecientes al municipio de Kolambugan: Bacolod, Rupagan, Minaolon, Dimologan, Binuni, Liangan West, Esperanza, Cahayag, Camp One, Camp Three, Mati East and West, Pagawayan, Babalaya-Matabaogan, Dilabayan y Barogohan East.
El 16 de junio de 1956 fue creado el distrito municipal de Tangcal formado por los siguientes barrios hasta entonces pertenecientes al municipio de Kolambugan: Tangcal, Berowar, Pangao, Tawinian, Lumbac, Lawigadato, Somyorang, Bayabao, Pilingkingan, Ramain, Bagigicon, Lamaosa, Meladoc Big y Meladoc Small y Rarab.
El 27 de febrero de 1959 fue creado el municipio de Maigo al que se ceden los siguientes barrios y sitios : Maigo, Balagatasa, Sigapud y Mentring.

### Lánao del Norte
El 22 de mayo de 1959 la provincia de Lánao fue dividida en dos provincias, una que se conoce como Lánao del Norte y la otra como Lánao del Sur.
Kolambugán es uno de los 10 municipios que forman la provincia de Lánao del Norte.
El 22 de marzo de 1960 fue creado el distrito municipal de Magsaysay formado por los siguientes barrios hasta entonces pertenecientes a varios municipios:
- De Kolambugan 14: Bago-Ingud, Tambacon, Somiarang, Maitowato, Lemoncret, Olango, Taguitingan, Tawinian, Ilihan, Sulaman, Rarab, Pinalingco,  Lumbac y  Mapantao.
- De Tubod 1: Baguiguicon.
- De Tangcal 6: Pangao, Pilingkingan, Labo, Malabaogan, Lawigdato y Matungao.

El ayuntamiento se sitúa en el barrio de Bago-Ingud.